# Alfredo Ildefonso Schuster
Alfredo Ildefonso Schuster, O.S.B. (italská výslovnost: [alˈfreːdo ildeˈfɔnso ʃˈʃuster]; německy: [ˈʃuːstɐ]; narozen jako Alfredo Ludovico Schuster; 18. ledna 1880 Řím – 30. srpna 1954 Venegono Inferiore) byl italský katolický prelát a vyznávající člen benediktinského řádu, který působil jako arcibiskup milánský od roku 1929 až do své smrti. Po vstupu do benediktinského řádu přijal řeholní jméno Ildefonso a sloužil jako opat, než byl povýšen na kardinála.
Vedl milánskou arcidiecézi během druhé světové války a je známo, že zpočátku podporoval fašismus. Jeho postoje se však změnily po anšlusu Rakouska a zavedení italských rasových zákonů, což ho vedlo k otevřené kritice protikřesťanských prvků režimu Benita Mussoliniho.
Jeho beatifikace byla slavena v polovině roku 1996 na Svatopetrském náměstí.

## Dílo
- Liber sacramentorum. Geschichtliche und liturgische Studien über das römische Meßbuch. 10 Bände. Übersetzt von Richard Bauersfeld. Pustet, Regensburg 1929–1932.
- Sant'Ambrogio e le più antiche basiliche milanesi. Note di archeologia cristiana. Vita e pensiero, Mailand 1940.
- Il libro della preghiera antica. 4 Bände. Ancora, Mailand 1943–1944.